# NGC 7475-2
NGC 7475-2 is een elliptisch sterrenstelsel in het sterrenbeeld Pegasus. Het hemelobject werd op 9 september 1864 ontdekt door de Duitse astronoom Albert Marth.

## Synoniemen
- UGC 12337
- MCG 3-58-28
- ZWG 453.59
- PGC 70382